# La leggenda di Fra Diavolo
La leggenda di Fra Diavolo è un film italiano del 1962, diretto da Leopoldo Savona.